# Petit Sans Toucher
Le Petit Sans Toucher est un sommet situé dans le massif montagneux sur l'île de Basse-Terre en Guadeloupe. S'élevant à 1 314 mètres d'altitude, il est situé sur le territoire des communes de Vieux-Habitants et Capesterre-Belle-Eau. Il fait partie du parc national de la Guadeloupe.

## Hydrographie
La source de la Grande Rivière des Vieux-Habitants est située sur ses flancs.